# Val Tantermozza (Zernez)

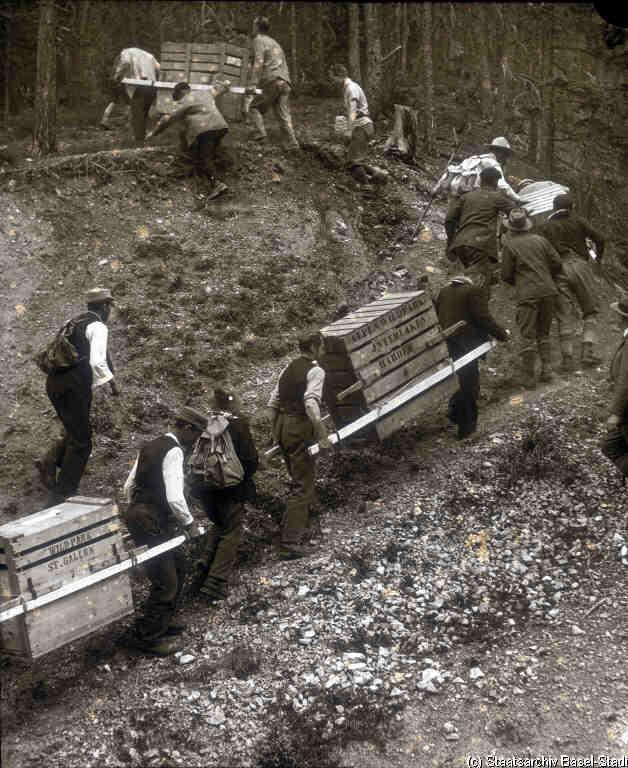
Steinwildaussetzung in der Val Tantermozza im Sommer 1933.

Die Val Tantermozza liegt in der Gemeinde Zernez im Schweizer Unterengadin. Das Tal mündet von Süden her bei Carolina ins Tal des Inns. Das Tal dominieren die Gipfel Piz Quattervals (3165 m ü. M.), Piz d’Esan (3126 m ü. M.) sowie der Piz Tantermozza (3068 m ü. M.).

## Geographie
Durchflossen wird das Tal von der Ova da Tantermozza. Ein Teil des Wassers der Ova da Tantermozza wird auf 1659 m ü. M. gefasst und über einen Stollen ins 7 Kilometer entfernte Werk Ova Spin der Engadiner Kraftwerke südöstlich von Zernez geführt. Mit einem Maximum von einem Kubikmeter pro Sekunde handelt es sich um eine der kleinsten Fassungen der Engadiner Kraftwerke.
Die Val Tantermozza liegt, abgesehen von ihrem untersten Teil, im Schweizerischen Nationalpark. Das Tal ist von Zernez oder Brail aus über die Werkstrasse der Engadiner Kraftwerke zugänglich: Ein Wanderweg führt vom Wendeplatz im God d'Arguond (dt. Arguond-Wald) zur Chamanna Tantermozza (dt. Tantermozza-Hütte) auf 1771 m ü. M. Von dieser Diensthütte für Nationalparkwächter aus sind Steinbock- und Gämsbeobachtungen möglich. Die Teile oberhalb der Chamanna Tantermozza, namentlich der Plan Tantermozza (dt. Tantermozza-Ebene) sind für Wanderer gesperrt. Im Sperrgebiet brütet eines der ganz wenigen Bartgeierpaare der Schweiz (Stand 2012). Ausserdem wurden 2007 am Spi da Tantermozza (dt. Tantermozza-Grat) 210 Millionen Jahre alte Spuren von Sauriern gefunden.

## Geschichte
In den Jahren 1933 und 1934 wurden Steinböcke in der Val Tantermozza ausgesetzt. Die 1934 ausgesetzten Tiere stammten aus dem Wildpark Peter und Paul bei St. Gallen sowie dem Alpenwildpark Harder in Interlaken.
Die Schlucht im untersten Teil des Tals überquert die Rhätische Bahn mit einer 98,5 m langen und 47 m hohen Bogenbrücke auf 1570 m ü. M. Der Viadukt wurde 1912 erbaut und 1913 mit der Linie Bever–Scuol-Tarasp eingeweiht. Südwestlich der Brücke ist die Station Carolina der Rhätischen Bahn.
Der Name Tantermozza bedeutet im Rätoromanischen Mühltrichter und nimmt Bezug auf die trichterartige Form.